# صباح (ذي ناعم)

تعديل مصدري - تعديل

صباح هي إحدى قرى عزلة الدريعأ بمديرية ذي ناعم التابعة لمحافظة البيضاء، بلغ تعداد سكانها 591 نسمة حسب تعداد اليمن لعام 2004.